# 聖ヨゼフ学園中学校・高等学校
聖ヨゼフ学園中学校・高等学校（せいヨゼフがくえんちゅうがっこう・こうとうがっこう）は、神奈川県横浜市鶴見区東寺尾北台に所在する私立中高一貫校。 開校以来65年の間女子校であったが2020年より男女共学となった。

## 概要
ミッションスクールで、カトリック校である。校訓は「信　望　愛」教育目標は「よく学び努力する人、知恵のある人」「いのちを喜び、感謝と奉仕の心を持って生きる人」
学校法人白百合学園の各設置校とは関係校であり、白百合学園姉妹校の行事参加、白百合女子大学への姉妹校推薦の進路がある。（白百合女子大学へは人数枠なしのため実質上の内部進学にあたる）
2023年から上智大学とは高大連携協定を締結し、上智大学の行事参加、上智大学へのカトリック推薦の進路がある。
系列校である聖ヨゼフ学園小学校が日本初の国際バカロレア認定校となり、2018年からは中学校・高等学校も国際バカロレア教育の導入を始めている。

## 沿革
- 1957年 - 聖ヨゼフ学園中学校開校[4]
- 1960年 - 聖ヨゼフ学園高等学校開校
- 2018年 - 国際バカロレア教育の導入
- 2020年 - 中学校を男女共学化。
- 2023年 - 高等学校を男女共学化。
- 2023年 - 上智大学と高大連携協定を締結。

## 制服 その他
女子は夏冬ともに、襟とネクタイの3本線を特徴とするセーラー服が基本スタイル。セーラーカラー背面の2ヶ所には六芒星、胸当てには校章の刺繍が入っている。これは、設立当時から変わっていない伝統的なもので、中高共通である。刺繍のマーク以外は白百合学園と同じ制服であり、白百合学園の関係校としてこの制服が用いられている。
挨拶には「ごきげんよう」が用いられる。髪型に指定がある。

## 交通
- JR京浜東北線・鶴見線鶴見駅 徒歩15分 または 臨港バス5分「二本木」下車徒歩3分

## 出身者
- 伊藤奈美(フリーアナウンサー)
- 山田ミネコ(漫画家)
- 町田菜花(宝塚歌劇団演出家)
- 西原友衣菜(ダンサー)
- 茉玲さや那(女優、元宝塚歌劇団)
- 泉ゆりの(ピアニスト)
- 寺井千景(能楽師（能楽観世流シテ方）
- 古澤麻由子(芸人 ビジーストリート)
- 丹呉由利子(アーティスト)
- 吉田真美(画家)